# SEGA Meganet
SEGA Meganet，簡稱Meganet，是日本電子遊戲商世嘉為其家用遊戲機Mega Drive開發，並於日本及巴西等地推出的線上服務。SEGA Meganet採用撥號網路連線技術，是世嘉第一個線上多人遊戲服務，採用付費使用模式。透過配件「Mega Modem」，使用者可以線上下載遊戲，甚至透過網路與朋友對戰。SEGA Meganet也被運用在其他生活化服務上，如銀行帳號管理服務「Mega Anser」等。原本世嘉也計劃以「Tele-Genesis」的名稱在北美地區推出服務，但由於主機在日本的銷量不佳，且服務擁有的遊戲過少，最終不了了之，SEGA Meganet也於1993年於日本終止服務。SEGA Meganet雖然普遍被視為失敗，但仍為SEGA Channel及XBAND等後進線上服務的發展奠下良好的基礎。

## 歷史

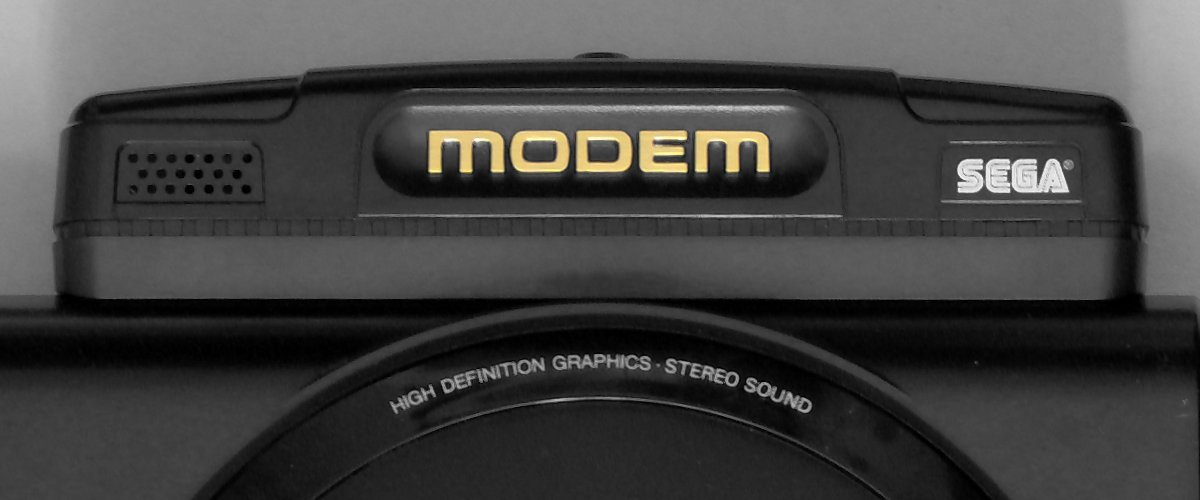
SEGA Meganet使用的專用配件「Mega Modem」

1988年於日本推出的Mega Drive，是世嘉新一代的16位元家用遊戲機。雖然獲得部分雜誌如《Fami通》的正面評價，但人氣仍不敵當時的遊戲業巨頭任天堂，首年主機銷量只有40萬臺。為促進銷量，世嘉開始研發主機用網路服務。
1990年11月3日，SEGA Meganet套件發售，售價為9800日圓，每月並收月費800日圓。SEGA Meganet需要搭配專用配件「Mega Modem」（メガモデム），並連接至主機上的EXT擴充插槽。將套件內附的電纜連接至轉接器，並透過電話線與撥號網路連線後，即可使用服務，服務速度為每秒1200位元。此外也發售了含《世嘉遊戲圖書館》（セガ・ゲーム図書館）遊戲卡帶的版本，可以自SEGA Meganet遊戲庫中下載遊戲至卡帶內建記憶體中遊玩，售價為12800日圓。原本世嘉計畫以「Tele-Genesis」的名稱在北美地區推出服務，並多次在《電子遊戲月刊》等雜誌上宣傳，但最終沒有推出服務。
為了吸引日本顧客，世嘉還推出了許多生活化服務。1990年，世嘉推出搭配名古屋銀行帳號使用的「Mega Anser」（メガアンサー）銀行帳號管理套件，售價為34000日圓。內容包括主機、「Mega Modem」、「Mega Anser」專用卡帶及數字鍵盤。在「Mega Anser」軟體中，使用者可以瀏覽帳號資訊、查詢餘額及貸款內容及匯款等。另外還有包括印表機的套件版本，售價為72800日圓。
由於SEGA Meganet擁有的遊戲數量過少、售價高昂，再加上Mega Drive在日本銷量久無起色，服務在商業上宣告失敗。到1992年底，市面上已可見到許多低價拋售的「Mega Modem」，配件所使用的專用插槽也在主機的新機型（Model 2）中被移除，使得新機型的使用者也無法使用服務。1993年，SEGA Meganet於日本終止服務。
1995年，SEGA Meganet於巴西上線，服務由巴西當地廠商Tectoy代理。初期內容主要專注於電子郵件服務，1996年後也加入了線上多人遊戲及聊天室功能。與「Mega Anser」相似的銀行帳號管理套件也有推出。

## 遊戲
SEGA Meganet服務共支援約30款遊戲，其中多數遊戲從未以卡帶形式推出，不過像《色譜柱》、《Flicky》、《死亡迷宮》及《Teddy Boy Blues》等遊戲後來也有因應需求推出卡帶版本；部分遊戲也於1994年在Mega-CD平台上推出的合輯性質作品《SEGA遊戲大合輯》（後來以《SEGA遊戲大合輯 超值版》名義移植回Mega Drive平臺）中登場。基於當時網路速度的限制，大部分SEGA Meganet遊戲容量都不到128KB。下載一款遊戲約費時5至8分鐘。
大多數支援SEGA Meganet服務的遊戲皆需透過「Mega Modem」專用的《世嘉遊戲圖書館》軟體遊玩。當時長距離輸送數據的花費十分高昂，通過電話線做出指令時也會有延遲，因此遊戲陣容中只有《Tel-Tel Stadium》及《Tel-Tel Mahjong》具有線上多人遊玩機能。由於世嘉遲遲不在北美地區推出服務，因此第三方廠商多不願為服務開發遊戲，導致SEGA Meganet遊戲數量稀少。
| 原文標題╱其他譯名       | 種類       |
| ----------------------- | ---------- |
|                         | 動作       |
| ╱Aworg: Hero In The Sky | 動作       |
| ╱大戰略 德意志電擊作戰  | 回合制策略 |
| ╱色譜柱                 | 益智       |
| ╱Cyberball              | 運動       |
|                         | 角色扮演   |
| ╱Flicky                 | 動作       |
|                         | 益智       |
| ╱Hyper Marbles          | 動作       |
|                         | 益智       |
|                         | 運動       |
| ╱Kiss Shot              | 桌遊       |
| ╱Medal City             | 桌遊       |
| ╱Mega Mind              | 益智       |
| ╱Paddle Fighter         | 運動       |
| ╱夢幻之星II 文字冒險    | 文字冒險   |
| ╱推桿高爾夫             | 運動       |
| ╱Pyramid Magic          | 益智       |
| ╱Pyramid Magic II       | 益智       |
| ╱Pyramid Magic III      | 益智       |
| ╱Pyramid Magic Special  | 益智       |
| ╱Riddle Wired           | 桌遊       |
| ╱Robot Battler          | 動作       |
| ╱Sonic Eraser           | 益智       |
| ╱Teddy Boy Blues        | 動作       |
| ╱Tel-Tel Mahjong        | 桌遊       |
| ╱Tel-Tel Stadium        | 運動       |

## 評價及影響
輿論對SEGA Meganet評價兩極。多數評論者讚譽了SEGA Meganet為家用遊戲機網路服務做出的諸多創新，但批評其採用的撥號連線技術速度緩慢及服務遊戲陣容過於稀少。IGN的亞當·瑞德賽爾（Adam Redsell）表示：「雖然SEGA Meganet遊戲陣容不多，但是以一個於1990年代初推出的線上服務而言，這已是非常好的表現。」亞當還提到，身為家用遊戲機網路服務的先驅，SEGA Meganet為後來推出的SEGA Channel奠定了良好的基礎，並間接促進網際網路的發展。
另外，由於SEGA Meganet採用的電話數據線頻寬較低，使其連線速度不甚理想。《電子遊戲月刊》評論者在報導中提到：「就算『Tele-Genesis』服務真的在美國推出，透過『電話線』與朋友對戰仍是令人憂心的選擇。不僅連線速度不穩，電話帳單也可能會因此爆表。」這個問題也在後來發售的第三方連線服務XBAND中出現。
Sega-16編輯肯·霍洛維茨（Ken Horowitz）表示，由於世嘉遲遲不在北美地區推出服務，因此第三方廠商多不願為服務開發遊戲，導致SEGA Meganet獨佔遊戲數量稀少：「開發商都在等待世嘉推出服務。隨著時間過去，越來越少廠商願意為平臺開發遊戲。」肯更將論點延伸至數年後推出的Super 32X：「歷史在短短五年間再度重演。第三方廠商的收手再度導致了世嘉的失敗。」

## 外部連結
- 世嘉硬體大百科（页面存档备份，存于） （日語）
- SEGA Retro（页面存档备份，存于） （英文）